# Jüz

De globale gebieden die werden beheerst door de 3 jüz van Kazachstan begin 20e eeuw
Kleine Horde
Middelste Horde
Grote Horde

Jüz (Kazachs-cyrillisch: жүз جٷز [ʒʉz]) is het Kazachse woord voor horde of confederatie van stammen. Een jüz bestaat uit meerdere stammen (taypa) en clans (rw). 

## Onderverdeling
Traditioneel worden de Kazachen onderverdeeld in drie jüz:
- Grote Horde (Ұлы жүз; Ulı jüz, ۇلى جٷز) in Oost en Zuidoost-Kazachstan, in het Zevenstromenland (Semiretsje).
  - Onderverdeeld in de volgende twaalf stammen: Alban, Čanıšqlı (Qataĝan), Čapraštı, Dulat, Istı, Jalayir, Ošaqtı, Qanglı, Sarı, Sirgeli, Suwan en Üysün.
- Middelste Horde (Орта жүз; Orta jüz, ورتا جٷز) in de centrale steppe van Kazachstan.
  - Onderverdeeld in de volgende zes stammen: Arğın, Kerei, Nayman, Qipčaq, Qonğrat (die zich later afsplitsten en onder invloed van de Oezbeken kwamen) en Uwaq.
- Kleine Horde (Кіші жүз; Kişi jüz, كٸشٸ جٷز) in westelijk Kazakhstan.
  - Onderverdeeld in de volgende drie stammen: Alimulı, Bayulı en Jeti-uruğ.
  - In de 19e eeuw ontwikkelde zich uit de Kişi jüz de Bukey Horde (uiterste noordwesten van Kazakhstan).

Na de Mongoolse overheersing vormden zij de grootste groep binnen het huidige Kazachstan. Zij verkozen echter niet de khan, die werd door de nazaten van Dzjengis Khan verkozen; de Töre, die nog steeds in Kazachstan leven. Andere grote groepen zijn de Qoja (afstammelingen van Arabische missionarissen) en de Töleñgit (afstammelingen van gevangenen van de Oirat-Mongolen).

## Huidig maatschappelijk belang
Een Kazach zal zich primair identificeren met zijn jüz, daarna als Kazach en daarna als lid van een pan-Turkse gemeenschap. Dit gold in sterke mate voor de Sovjet-tijd, maar deze identificatie-volgorde is ook na de onafhankelijkheid nog steeds aanwezig.